# Combretum pyramidatum
Combretum pyramidatum là một loài thực vật có hoa trong họ Trâm bầu. Loài này được Desv. mô tả khoa học đầu tiên năm 1825.